# Lénárt Ágota
Lénárt Ágota Ilona (Budapest, 1959. március 29. –) sportpszichológus, a Testnevelési Egyetem egyetemi docense. Számtalan magyar és nemzetközi díj és elismerés tulajdonosa. Ő volt az elindítója a magyar sportpszichológusképzésnek, valamint évek óta segíti egyes sportolók és sportpszichológusok olimpiai, paralimpiai felkészítését és munkáját.

## Életpályája
A lövészet 15 évesen kezdte érdekelni, amikor a Honvédelmi Napokon rendezett lövészeti programon jól szerepelt és ez ösztönözte, hogy tovább foglalkozzon ezzel és fejlessze magát. 11 éven keresztül hegedült, játszott az Ifjúsági Zenekarban, legbüszkébb arra a fellépésére, ahol Kobajasi Kenicsiró vezénylése alatt játszhatott.
1982-ben végzett a Ho Si Minh Tanárképző Főiskolán Budapesten. Pályafutását magyar-orosz szakos általános iskolai tanárként kezdte a budapesti XX. kerületi Tátra téri Általános Iskolában. Az általa látogatott lövészklubból lehetőség volt sportpszichológushoz járni. Az akkori pszichológusánál tanultakat is beépítette a tanítási módszerei közé. Továbbá a tanítással töltött évek felkeltették benne az érdeklődést, hogy hogyan lehet motiválni a gyerekeket, valamint úgy tanítani őket, hogy jól érezzék magukat, bátran kezdeményezzenek és élvezzék a tanulás folyamatát. Ezért 1987-ben beiratkozott pszichológusképzésre az Eötvös Loránd Tudományegyetemre, ahol 1991-ig tanult.
Tanulmányait 1982 és 1986 között a Testnevelési Egyetemen (TF) folytatta, mialatt már a Sportkórházban dolgozott. 1987-től 1991-ig dolgozott a Semmelweis Egyetem Testnevelési és Sporttudományi Karán (ma TF) tudományos segédmunkatársként, majd 1997-ig egyetemi tanársegéd volt. A tanári pályáját ezen az egyetemen folytatta tovább (1997-2002 között egyetemi adjunktus, 2002-től egyetemi docens, 2002 és 2004 között tudományos csoport vezetője, 2006-tól 2024-ig tanszékvezető). A doktori értekezése 2000-ben készült el a Semmelweis Egyetemen Prof. Dr. Sipos Kornél témavezetőnél Az optoelektronikai lövészet elmélete, gyakorlata és módszertana címmel. Lénárt Ágotának köszönhető az optoelektronikai tréning és elemző rendszerek elméletének, módszertanának és gyakorlatának bevezetése Magyarországon.
2007-ben elindította Magyarországon a Semmelweis Egyetem Testnevelési és Sporttudományi Kar Pszichológia Tanszékén a sportpszichológus szakirány továbbképzést, valamint létrehozta a sportpszichológiai laboratóriumot.
2013-ban a Magyar Pszichológia napján (amelynek témája a londoni olimpián nyújtott teljesítmény és a hozzá tartozó felkészülés volt) előadást tartott a „2012-es Londoni Olimpia a magyar sportpszichológia sikere is” címmel. 1987-től az Országos Sportegészségügyi Intézetben a Neuropszichiátriai és Sportpszichológiai Egységnél félállású pszichológus volt, valamint egyéni- és csapatsportolók lélektani felkészítésével foglalkozott.

## Sportban elért eredményei
Field számszeríjászatban Európa- és világbajnok csapatban, többször is megválasztották az év sportolójának.

## Legfontosabb kitüntetései
- Magyar Köztársasági Ezüst Érdemkereszt (2008)
- Magyar Arany Érdemkereszt (polgári tagozat) (2012)
- MOB Érdemérem (2012)

## Publikációi
- Varga, K., Lénárt, Á., Biró, E. (2013). Alkalmazott affektív pszichológia: Emberierőforrások mozgósítása kitüntetett élethelyzetekben (2013). In: Bányai É,Varga, K. (szerk.)
- Affektív pszichológia: az emberi késztetések és érzelmek világa: egyetemi tankönyv. Budapest: Medicina, 2013 p. 581-613. p. ISBN 978 963 226 390 8
- Gyömbér, N., Hevesi, K., Imre Tóvári, Zs., Kovács, K., Dr. Lénárt, Á., Menczel, Zs. (2012). Fejben dől el. Sportpszichológia mindenkinek. Noran Libro, Budapest.
- Lénárt Á., Acsai I., Gyömbér N., Majoross K.: A doppingellenes tanácsadás pszichológiája. In. Doppingellenes tanácsadó képzés, jegyzet, Elemental 500 Bt., Budapest, 2008.
- Lénárt Á., Gyömbér N. (2007): Tehetségkutatás és fejlesztés a sport területén. Kalokagathia.
- Lénárt Á. (2007): Mentális fejlesztőprogram. Módszertani füzet, ÖTM, Sport Szakállamtitkárság, Budapest, 2007.
- Pintér B., Lénárt Á., Pavlik G. (2007): Does tai chi really have so benefical effects? 12th Annual Congress of the Eurepean College of Sport Science, July 11-14, 2007., Jyväskylä, Finland, Book of Abstracts, 409.
- Lénárt Á., Varga-Pintér B., Sárai G., Mihalik H. (2007): Harcművészeti ágazatokat kezdő szinten gyakorlók pszichológiai vizsgálata. VI. Országos Sporttudományi Kongresszus, Eger, 2007. okt. 28-30., Magyar Sporttudományi Szemle, 8. évf. 31. sz., 2007/3., 32.
- Lénárt, Á., Petrekanits, M., Számadó, J., Gyömbér, N. (2007): Multifactorial preparation of an Olympic shooter. 12th European Congress of Sport Psychology Sport &amp; Exercise Psychology, 4-9 September 2007, Halkidiki, Greece, Abstract Book 327 p.
- Szokoly M., Burány B., Dévay K., Lénárt Á., Aradi P. (2007): A Grassalkovich úti tömeges buszbaleset. A Magyar Oxyológiai Társaság Tudományos Ülése, 13. Szimpózium, Bük, Szabadidőközpont, 2007. október 11-12.
- Kovács K., Kurimay D., Majoross K., Lénárt Á.: Személyiségvonások, posztok, eredményesség; a férfi kézilabda válogatott elemzése. Magyar Pszichológiai Társaság XVII. Országos Tudományos Nagygyűlése, 2006 május 25-27, Budapest, Előadáskivonatok 267.
- Lénárt, Á., Gyömbér N.: Mental support of the transition period- sportpsychological preparation of hungarian handball junior team. 11th Congress of the European College of Sport Science, 05-08 July 2006, Lausanne, Switzerland, Book of Abstracts, p. 167.
- Lénárt Á.: The Sport Psychological Preparation Programme of the Hungarian Men’s Handball Team for the Olympic Games. ISSP 11th World Congress of Sport Psychology, 2005. 15-19. August, Sydney, Australia. Section: Performance Psychology, PWP 170.
- Lénárt Á., Bretz É., Bretz K.J., Sipos K., Bretz K.: Az egyensúlyozás képességének fejleszthetősége junior sportlövőknél. V. Országos Sporttudományos Kongresszus, TF, Budapest, 2005 okt. 27-28. In.: Magyar Sporttudományi Szemle Program és előadás-kivonatok, 34. p.
- Bretz K. J., Lénárt Á, Bretz K, Sipos K.: Investigation of the upper limb tremor and the stability of the human body’s equlibrium. Proceedings of the first hungarian conference on biomechanics, Organized by the Research Center for Biomechanics Budapest University of Technology and Economics, Budapest, 2004. 50-58.
- Lénárt Á.: Multi-factorial sport-psychological preparation program for athletes. Preolympic Congress, Thessaloniki, 6-11 August 2004. Proceedings, volume II. 24. p.
- Majoross K., Lénárt Á., Tóth L.: A study on STPI-Y- , CSAI-2- , ACSI-28- , and Lifestyle Defense Mechanism scale characteristics in student groups of coaching and sport management 25. STAR Conference, Amsterdam, 8-10 July, 2004.
- Lénárt Á.: Sportpszichológiai felkészítő programcsomag (SFP) MPT Nagygyűlés, Előadáskivonatok, Debrecen, 2004. máj. 27-29.
- Lénárt Á.: Junior puskások eredményességét meghatározó tényezők. Egészségpszichológiai Szakmai Találkozó, Budapest, 2004. ápr. 23. Kivonatgyűjtemény, 25.
- Lénárt Á.: Az anya sportolási attitűdjének családi vonatkozásai in: Magyar Edző 2004/3. 12-15.
- Lénárt, Á. : Some technical and psychological factors of succesfull field crossbow shooting. 8th Annual Congress of European College of Sport Science, Salzburg, July 9-12. 2003. Abstract Book 116. p. /P10W-12/
- Bretz K.J., Lénárt Á., Tihanyi J.: Az egyensúlytartás fejleszthetőségének vizsgálata /esettanulmány/ Magyar Sporttudományi Szemle 2003/4. 9-11.
- Lénárt Á.-Palotai Gy.: A magyarországi céllövő számszeríjaszat története 1993-tól napjainkig. IV. Országos Sporttudományi Kongresszus, Szombathely, 2003. október 17-18.
- Lénárt Á.: A field számszeríjas lövészet néhány pszichológiai jellemzője. IV. Országos Sporttudományi Kongresszus, Szombathely, 2003. október 17-18.
- Bretz K .J., Lénárt Á., Sipos K., Bretz K.: A fiziológiás tremor mérésének munkaélettani aspektusai. Magyar Élettani Társaság LXVII. Vándorgyűlése Pécs, 2003. június 2-4. Előadások és poszterek összefoglalói 45.
- Lénárt Á.: Beszámoló a VIII. ECSS Kongresszus sportpszichológiai vonatkozásairól. Magyar Sporttudományi Szemle, 2003/4. 50-52.
- Lénárt Á.: Az állóképesség fejlesztésének pszichológiai vonatkozásai. Magyar Edző, 2003/3. 21-24.
- Lénárt Á.: A korai célzómozgás szerveződésének vizsgálata optoelektronikai rendszerrel. /poszter/ Illyés Sándor emléknapok. Pszichológiai Intézet 2003. március 17-19.
- Lénárt Á., Boros Sz.: A magyar számszeríjász válogatott pszichológiai és élettani vizsgálata. A Magyar Pszichológiai Társaság XV. Nagygyűlése, Szeged, 2002 május 30 – június 2., Előadáskivonatok, 104.
- Bretz K.J., Lénárt Á., Keresztesi K., Sipos K., Bretz K.: A fiziológiás tremor spektrális jellemzői. 33. Mozgásbiológiai Konferencia, Budapest, 2002. nov. 21-22. Előadás-kivonatok, 16.
- Lénárt, Á.: Psychological and Physiological Examination of the Hungarian Crossbow Team. 7th Annual Congress of the European College of Sport Science, Athen, 24-28. July, 2002. Proceedings, 1100D
- Lénárt Á.: Téthelyzetben. Sportpszichológiáról edzőknek és versenyzőknek. OSEI, Budapest, 2002.
- Lénárt Á.: Beszámoló az ECSS kongresszus sportpszichológiai vonatkozásairól. Magyar Sporttudományi Szemle, 2002/3-4. 34-36.
- Lénárt Á.: Stresszkezelés nőknél a sport segítségével. II. Országos konferencia a nők sportjáról. GYISM, Budapest, 2002., 59-66, 179-186.
- Lénárt, Á.: Preparation program for olympic shooting hopes. 10th World Congress of Sport Psychology, Christodoulidi Publ. Skiathos 2001.Vol.2., 114-116.
- Lénárt Á.: The psychological preporatory and self-acquiring group of the women’s junior canoening national team. 10th World Congress of Sport Psychology Programme and Proceedings, Vol 4th Christodoulidi Publications, 2001. Skiathos, 91-93.
- Lénárt, Á.: Development of Early Aiming Movements in Shooting, In: Studia Kinanthropologica, 2001.I.2. 173-182.
- Lénárt Á.: Preparation Program for Olympic Shooting Hopes. 28th European Shooting Championship Scientific – Professional Conference Proceedings, EPUS 2001, Organizing Committee 2001, Zagreb, 7-10.
- Lénárt, Á.: Optoelektronnaja sztrelba v fizicseszkoj kulture, szporte i iszledovanii v Vengrii. Physical education, sport, research at the universities, 2001. Bratislava, Nov, 8-9. 136-141. p. ISBN 80-227- 1605-7
- Bakanek Gy., Boros Sz., Lénárt Á.: Nők sportja. Gyakorlati tanácsok kezdőknek. ISM Budapest, 2000.
- Lénárt Á.: Olimpiai tehetségkiválasztó és gondozó komplex program sportlövők számára. Magyar Sporttudományi Szemle, Különszám 2000. 38-42.
- Lénárt Á.: Az optoelektronikai lövészet elmélete, gyakorlata és módszertana. (PhD értekezés) Semmelweis Egyetem, Budapest 2000.
- Lénárt Á.: Using of Optoelectronical Training and Analysing System for Talent Selection of Beginner and Junior Sports Shooters, 4th Annual Congress of the European College of Sport Science, Rome, 14-17. July, 1999. Abstracts 771.
- Csiki, G., Tordai, V., Lénárt, Á., Barabás, A., Lángfy, Gy.: Psychosomatic approach to spinal deformities. 4th Annual Congress of the European College of Sport Science, Rome, 14-17 July 1999. Proceedings 391.
- Lénárt, Á., Csiki, G. I.: Számszeríjak felépítésének és találati pontosságának komplex vizsgálata. III. Országos Sporttudományi Kongresszus, Budapest, 1999. március 5-6. Szerk.: Mónus A. Sporttudomány és a XXI. század. Magyar Sporttudományi Társaság, Budapest, 1999. 339-345.
- Czigler,I.-Balázs,L.- Lénárt, Á.: Attention to features of separate objects: an ERP study of target-shooters and control participants. Int. Journal of Psychophysiology 31.77-87. 1998. Impact factor: 1,148
- Lénárt, Á.: Learning and analysis of movement with Noptel System. Abstracts, European Shooting Conference, Kuusankoski, Finland,June 24, 1997. Abstracts 21.
- Lénárt, Á. : Relationship between characteristics of aiming movements and anxiety at selected junior sports shooters., 18th International Conference of the Stress and Anxiety Research Society, Düsseldorf, Germany, July 14-16, 1997, Abstracts, 81.
- Lénárt, Á.: Lézer a mozgáselemzés és mozgástanulás szolgálatában. Bölcsészdoktori disszertáció, Eötvös Loránd Tudományegyetem, Budapest, 1996.
- Thuroczy, G., Kubinyi, Gy., Sinai, H., Bakos, J., Sipos, K., Lenart, A., Bodo, M., and Szabo, L.D.: Human studies on potential influence of RF exposure emitted by GSM cellular phones on cerebral circulation and electroencephalogram (EEG). In Diana Simunic (ed.) Proceedings (COST244 Position Papers), sponsored by European Union (DG XIII), 37-43 COST 244: Biomedical Effects of Electromagnetic Fields Zagreb, October 5-6. 1996.
- Lénárt Á.: Mikromozgások és lövéseredmények elemzése a lézeres, vegyes és hagyományosan edző serdülők csoportjainál. MPT XII. Országos Nagygyűlés, Előadás-kivonatok, Budapest, 1996. 264.
- Lénárt Á.: Analysing shooting results and micromovements of adolescent groups learning with laser-, mixed and traditional methods. IX. European Congress on Sport Psychology, Proceedings Part I. Bruxelles, 1995. 51-58.
- Lénárt, Á.: ST-1000 PC training and analysis system: results and experiences at top athletes in laser shooting. Szerk.: Nitsch J. et al. Psychologisches Training, Sankt Augustin, Academia Verlag, 1994. 292-298.
- Lénárt, Á: Effekte der komplexen psychischen Vorbereitung von Sportschützen der ungarischen Nationalmannschaft. Szerk.: Nitsch J. R. et al. Psychologisches Training, Sankt Augustin, Academia Verlag, 1994. 123-131.
- Lénárt Á.: Optical marksmanship training and analysis system in sport shooting: from beginners to top level athletes. “The Way to Win” International Congress on Applied Research in Sports. Helsinki, 1994. Abstracts 21.
- Lénárt Á. (1994) Tapasztalatok a disszociált résszel való kommunikáció módszerével sportolókon, MPT XI. Országos Tudományos Nagygyűlés, Debrecen, 1994. Előadáskivonatok, 199.
- Lénárt Á.: A mozgásséma fejlődésének vizsgálata lézeres elemző rendszerrel serdülőkön, MPT XI. Országos Tudományos Nagygyűlés, Debrecen 1994. Előadáskivonatok, 241-242.
- Lénárt Á.: A sportlövő technika tanulásának folyamata és jellegzetességei lézeres tréning és elemző rendszerrel végzett edzésmunka során (ST 1000 PC) II. Országos Sporttudományos kongresszus, Program és előadáskivonatok, Bp. 1993. 45-46.
- Cho H.I., Lénárt Á., Sipos K.: The imagery ability related to anxiety arousability, and different motor skills, Paper presented at the XIVth International Conference of STAR, Cairo, Egypt, 1993.49.
- Lénárt Á.: The Process and Characteristics of Obtaining Shooting Techniques with Laser Feedback System 8-th World Congress of Sport Psychology, Actas/Proceedings Lisbon 22-27 June, 1993. 625-629.
- Lénárt Á.: A mozgásos cselekvés tanulásának és fejlesztésének lehetőségei a sportban. Lézeres lövészet vizsgálata az ST-1000 PC rendszerrel. Testnevelés- és sporttudomány, 1993. 3. 112-114.
- Lénárt Á.: Számítógépes edzésrendszer használata az edzőképzésben Lézeres Lövészet ST-1000 PC tréning és elemzőrendszerrel, Testnevelés és Sporttudomány 93/1 29-31.
- Lénárt Á.: Applying laser feedback system to examine motioncharacteristics in shooting (ST-1000 PC, Noptel Oy) Congress of Laser and Elektrooptics, Madrid, 1992. Appendix 1.
- Lénárt Á.: Lézeres feedback rendszer alkalmazása mozgásjellegzetességek vizsgálatára a sportlövészetben, A Magyar Testnevelési Egyetem Közleményei, 1992.I.9-33.
- Lénárt Á.: Lézeres optikai lőszimulátor rendszerrel végzett edzésmunka tapasztalatai (ST-1000 PC), Budapesti Műszaki Egyetem II. Nemzetközi Testnevelési Tudományos Ülésszak, Budapest, 1992.december 3. szerk.: Kalmár L. 79-81. p.
- Lénárt Á.: Lézeres feedback rendszer alkalmazása mozgásjellegzetességek vizsgálatára a sportlövészetben, MPT X. Országos Tudományos Nagygyűlés 1992. Budapest. Előadáskivonatok, 166.
- Lénárt Á.: Lézeres Lövészet, Mester Edző, 1992.6. 9-11.
- Lénárt Á.: Lézeres Lövészet- Út a csúcsteljesítményhez I. rész, Magyar Lövész, 1991/10. in Klub Magazin 1991/10 12.
- Lénárt Á.: Lézeres Lövészet- Eredmények és tapasztalatok II. rész., Magyar Lövész, 1991/11. in Klub Magazin 12-13.
- Lénárt Á.: Psychological Changes During Ergopsychometric Examination of the Hungarian Parachutist National Team In: 12 th International Conference of STAR Abstracts, Hungarian University of Physical Education, Budapest, 1991, 82-83.
- Lénárt Á.: “ST-1000 PC Training and Analysis Laser Shooting-Simulator System”: Preliminary Results Poster and Practical Demonstration, in.: 12th International Conference of STAR, Bp., 1991. Abstracts 84-85.
- Lénárt Á.: A NOPTEL ST-1000 PC lézeres lőszimulátor szerelési és karbantartási utasítása. HM KTK, Budapest. 1991. 133.
- Lénárt Á.: Anwendung des computer Training in der Trainerausbildung. Laser schiessen mit ST-1000 PC Training und Analysesystem IV. Deutsch-Ungarisches Symposium 1991. Frankfurt 52.
- Lénárt Á.: Lézeres feed-back rendszer (ST-1000 PC) alkalmazása mozgásjellegzetességek vizsgálatára a sportlövészetben. Szakdolgozat, ELTE. Budapest. 1991.
- Lénárt Á.: Die Veranderung der psychologischen Kennzeichnen bei der komplexen psychischen Vorbereitung der National-Schiessportler In: Scientific Congress on Medicine Psychology and Pedagogy in High Performance Shooting, held under the sponsorship of the International Shooting Union, Moscow, 1990. 1-11.
- Lénárt Á.: Sportartspezifische und psychologische Vorbereitung für Sportschiessen im Schulsport Deutsch-Ungarisches Symposium, In: Becker,H. (szerk) Deutscher Sportbund Abteilung Wissenschaft, Bildung und Gesundheit, München, 1990.52.
- Lénárt Á.: Modellezett variábilis mozgástanulási program vizsgálata sportolókon, A hazai sportpszichológia aktuális kérdései, In.: Nagykáldi Cs. (szerk.), VIII. Sportpszichológiai Munkaértekezlet, OTSH-MTSTT Tudományszervezési és sportegészségügyi szakosztály, Miskolc, 1990. 58-67.
- Lénárt Á.: A sportolók komplex lélektani és mentális egészségvédő felkészítése, In: Makkár M. (szerk.) I. Országos Sporttudományos Kongresszus I. kötet, OSH Sporttudományos Tanács Budapest, 1989. 102-105.
- Lénárt Á.: Komplexe psychologische Vorbereitung für National Schiess-sportler In: The 3rd Scientific Congress on Medicine, Psychology and Pedagogy in High Performance Shooting, held under the auspices of the European Shooting Confederation, Zagreb-Yugoslavia, July 7-8. 1989. Abstacts 13.
- Kudar K., Lénárt Á.: Bukaresti tanulmányút, A Magyar Testnevelési Főiskola Tudományos Közleményei, In: Makkár M. (szerk.) TF, 1989/3, 207-212.
- Lénárt Á.: Az egyéni élet problémáinak interferenciája a sportpszichológiai felkészítő munkában, A hazai sportpszichológia aktuális kérdései In: Nagykáldi Csaba (szerk.) VII. Sportpszichológiai Munkaértekezlet, Miskolc, 1988, 157-168.
- Lénárt Á., Turnovszky É.: Tapasztalatok komplex pszichológiai módszer felhasználásáról a sportlövő edzői munkában pszichológusi szupervízióval In: Nagykáldi Cs. (szerk). Sportpszichológiai Munkaértekezlet, NME Miskolc, 1986 74-78.
- Lénárt Á., Turnovszky É.: Erfahrungen über die Anwendung komplexer psychologischer Methoden bei der Trainingarbeit im Sportschießen mit psychologischen Supervision In: The 3rd Scientific Congress on Medicine Psychology and Pedagogy in High Performance Shooting, held under the sponsorship of the International Shooting Union, 1986. 121-125.
- Lénárt Á.: Tájékoztató az UIT III. Tudományos Kongresszusáról, Magyar Lövész, ,1986, 11. 3-7.